# Beaver Township (Missouri)
Pour les articles homonymes, voir Beaver Township et Beaver.
Beaver Township est un township, situé dans le comté de Taney, dans le Missouri, aux États-Unis,.
Le township est fondé en 1837 et baptisé en référence au cours d'eau Beaver Creek (en).

### Source de la traduction
- (en) Cet article est partiellement ou en totalité issu de l’article de Wikipédia en anglais intitulé « Beaver Township, Taney County, Missouri » (voir la liste des auteurs).